# Anok Yai
Anok Yai, née le 20 décembre 1997 au Caire, est un mannequin américain d'origine sud-soudanaise. Elle est le deuxième mannequin noir à avoir ouvert un défilé pour Prada, après Naomi Campbell, et le premier mannequin soudanais.

## Jeunesse et formation
La famille d'Anok Yai a emménagé à Manchester, New Hampshire quand elle avait 2 ans. Sa mère est infirmière et son père travaille pour Easterseals (U.S.) (en), une association pour l'inclusion des personnes handicapées. Sa sœur Alim, consultante financière, est par ailleurs son manager. Anok Yai est diplômée de  la Manchester High School West (en), puis elle étudie la biochimie à l'Université d'Etat de Plymouth (New Hampshire), dans l'intention de devenir un médecin,.

## Carrière
Anok Yai a été découverte en octobre 2017, à la fête de rentrée de l'Université Howard, par un photographe professionnel qui a demandé à prendre sa photo. Il a posté la photo sur Instagram, suscitant plus de 20 000 « like ». Les agences de mannequins, y compris IMG Models, ont demandé à la contacter. Finalement, elle a choisi de signer un contrat avec NEXT Model Management,. En 4 mois, elle est devenue la première mannequin soudanaise à ouvrir un défilé de mode pour Prada. Elle est apparue dans la campagne publicitaire Prada de 2018 et figurera dans une future campagne de Nike conçue par Riccardo Tisci de Givenchy.
Elle déclare au magazine Vogue anglais :
« C'était un honneur et je suis fière d'avoir été choisie pour l'ouverture, mais c'est plus grand que moi. Le fait que j'ouvre le défilé de l'une des meilleures maisons de mode, c'est déclarer au monde - en particulier aux femmes noires - que leur beauté est quelque chose qui mérite d'être célébré. »
En juillet 2018, Anok Yai devient l'égérie publicitaire de la marque de cosmétiques Estée Lauder,,.
En janvier 2023, Yai défile pour la marque de vêtement Mugler pendant la haute couture à Paris.
Elle devient également le visage du nouveau parfum pour femme de la maison Mugler, Alien Hypersense, sorti en 2024. 